# Mime Fønss
Mimmi "Mime" Fønss (født 12. november 1911 på Frederiksberg, død 18. august 1994 i København) var en dansk skuespillerinde. Hun var datter af skuespilleren Johannes Fønss.
Hun blev uddannet fra Det ny Teater i 1932. Herefter foretog hun studierejser til Frankrig, Schweiz, Tyskland og Østrig.
Blandt de teatre, som hun optrådte på, kan nævnes Casino Teatret, Odense Teater, Aalborg Teater, Frederiksberg Teater, Ungdommens Teater, Gladsaxe Teater, Aarhus Teater, Det kongelige Teater og Gladsaxe Teater. Hun har medvirket i en lang række forestillinger, som f.eks. Høfeber, Arsenik og gamle kniplinger, Fru Inger til Østraat, Maria Stuart, Jean de France, Bagtalelsens Skole, Sangen om sengen, Faderen, Tre søstre, Sidste akt og Generalinden.
I tv huskes hun fra produktionen Rundt om Selma og herudover havde hun roller i serierne Huset på Christianshavn og Livsens ondskab.
Hun var gift med teaterchefen og skuespilleren Poul Petersen, med hvem hun fik to børn.

## Udvalgt filmografi
- Vi kunne ha' det så rart – 1942
- Tante Cramers testamente – 1942
- Mine kære koner – 1943
- Guds mærkelige veje – 1944
- I den grønne skov – 1968
- Balladen om Carl-Henning – 1969
- Og så er der bal bagefter – 1970
- Den forsvundne fuldmægtig - 1971
- Den korte sommer – 1976
- Sidste akt – 1987